# Alsóhatár
Alsóhatár (szlovákul Dolný Chotár) község Szlovákiában, a Nagyszombati kerületben, a Galántai járásban.

## Fekvése
A mátyusföldi község Galántától 24 km-re délkeletre, a Feketevíz partján fekszik.

## Története
A trianoni békeszerződésig területe Pozsony vármegye Galántai járásához tartozott. 1960 előtt közigazgatásilag Alsószelihez, 1970 után Királyrévhez tartozott. 1960-1970 között, majd 1991 óta újra önálló község.

## Népessége
| Év:            | 1994. | 2004.   | 2014.     | 2024.    |
| -------------- | ----- | ------- | --------- | -------- |
| Emberek száma: | 221   | 205     | 432       | 344      |
| Eltérés:       |       | -7,23 % | +110,73 % | -20,37 % |

| Év:            | 2023. | 2024.   |
| -------------- | ----- | ------- |
| Emberek száma: | 341   | 344     |
| Eltérés:       |       | +0,87 % |

1970-ben 328 lakosából 299 magyar és 29 szlovák volt.
1980-ban 287 lakosából 261 magyar és 26 szlovák volt.
1991-ben 244 lakosából 229 magyar és 15 szlovák volt.
2001-ben 224 lakosából 209 magyar és 14 szlovák volt.
2011-ben 403 lakosából 185 magyar és 137 szlovák volt.
2021-ben 361 lakosából 176 (+4) magyar, 174 (+3) szlovák, 3 egyéb és 8 ismeretlen nemzetiségű volt.

## Nevezetességek
- A falunapokat hagyományosan augusztusban rendezik meg.

## Oktatás
Általános iskolája egy alsótagozatos összevont osztállyal rendelkezett, azonban a kevés gyerek miatt ezt bezárták.